# 蘇良
蘇良（英語：So Leung，1914年—1946年），是香港日佔時期九龍憲兵隊特高課一名華人密探，戰時對盟軍人員進行偵查和刑拘活動，參與虐待多名被捕者，被稱為九龍密探「十三太保」之一。他於香港重光後被逮捕，經香港法庭審訊後被判絞刑。

## 簡歷
蘇良籍貫廣東開平，16歲來港，他戰前在尖沙咀警署擔任交通警察，居於油麻地廟街167號。
香港保衛戰守軍投降後，在原警察警司威路臣（A.S.P. Wilson）對所有被召集到告羅士打行的華人警員之指示、以及日方要求華人警員返回崗位的宣告下，他隨即重返香港佔領地警察隊，在油麻地警署工作，管理華人警察。1942年3月30日，正式加入九龍憲兵隊，憲查編號為376號。1943年3月，加入特高課。1944年1月30日，晉升為二級密探，同年7月13日晉升為三級密探，主要負責政治案件。
香港重光後，他於1945年10月16日被香港警察政治部拘捕，1946年2月9日在中央警署被控叛國罪，他在供詞中指自己不認識大部份受害者名字，亦沒有拘捕或虐待過這些人，亦與徐國楨的個人行動無關連。後拘押於赤柱監獄等待審判，經香港法庭審訊後被判絞刑。

## 通敵案審判
蘇良與其同事徐國楨兩人的案件由督察奧當奴雲（J. O'Donovan）負責，1946年2月於赤柱監獄進行認人手續。蘇良與其他五名通敵者是戰後首批被控叛國罪的疑犯，1946年2月19日徐蘇二人在中央警署共被控共同被控34條罪名。他在供詞中指大部份指控並非事實，很多受害者名字也不認識後拘押於赤柱監獄等待審判。
1946年3月6日，案件於中央裁判署進行初審，法官為關祖堯，主控官為史美（R. S. Smith），辯護律師為布祿士（E. S. C. Brooks），兩人放棄於初審時進行辯護。
1946年7月8日，蘇良轉到於高等法庭正式審訊，法官是署理按察司威廉士（E. H. Williams），主控官是蘭士杜（A. Lonsdale），辯護律師為白朗尼（B. A. Bernacchi）。他單獨被控罪名共13項，否認所有控罪。
受害人和其親屬的證詞節錄如下：
- 何炳（Ho Ping），戰前香港警察，1942年4月被蘇良和簡駒引領的曾九、譚伯榮（Tam Pak-wing）、袁發（Yuen Fa）和禤洪（Huen Hung）一等人拘捕，被指藏有軍火。禤洪曾提醒蘇簡，何是他們的前同事。何被押至油麻地憲兵部，扣押五天後一名日本憲兵、簡駒、蘇良和徐國楨期間多次對何施以酷刑，包括毆打和灌水。禤聽到何被毆打，又見過徐國楨用皮帶鞭打一名疑犯。1942年7月14日，禤因被指與盟軍有接觸而被捕，他於9月獲釋後與家人離港。[12][13]
- 馮文治（Fung Man-chi），1943年7月在被徐蘇拘捕，被指控為英軍服務團成員，被押至油麻地憲兵部後下落不明。[12][13][14][15]
- 殷卓明（Yan Cheuk-min / J. M. Kim），英軍服務團成員，1943年6月15日被徐蘇等人拘捕，被指控為英國間諜。該年11月，他在赤柱監獄軍事法庭被判死刑並於同年執行。[16][17][18]1943年春，蘇徐曾上門其向前船政署同事黃一嗚（Wong Yat-ming）查問殷的下落，並毆打他。[12][13][19][15][20]
- 施路華（Marcus Alberto da Silva），政府主控律師，1943年5月13日被兩華人密偵拘捕，被押至旺角警署，他被指控與英軍服務團有聯繫，又為鄰居佐治波根（George Van Bergen）取得假國籍身份。在拘留期間，曾被日本憲兵以纏有鐵絲的竹鞭鞭打，被在場的一名通譯腳踢。日本憲兵小澤（Ozawa）、徐蘇和一名通譯多次對他進行鞭打、棍毆、火燒、吊飛機和灌水等酷刑，他戰前的朋友Howard Torr（謝姓華人）亦曾參與拷問，以他的家人作威脅。三星期後，施和佐治波根亦聽到兩名年僅十餘歲、被指控為游擊隊成員的少年多次被徐蘇灌水和毆打，他們目擊徐蘇故意在其他囚犯的囚室外對其中一名少年用長針刺指和火燒，少年最後遭折磨至死，被徐蘇拖走屍體，蘇形容自己在「拖咸魚」。[21][22][19][15][23]
- 佐治波根（George Van Bergen） 1943年5月13日被徐蘇拘捕，被指控用假國籍身份為盟軍偷運藥物和醫療產品。他被押至旺角警署，小澤、徐蘇和一名通譯對他多次毆打和灌水，Howard Torr亦曾參與拷問。[21][22][19][15]
- 侯源（Hau Yuen），1943年7月中旬被日本憲兵石川丁、蘇良和邱光（Yau Kwong）拘捕，被指控為重慶國民政府間諜。他先被押往旺角警署，後再押至九龍憲兵隊本部（留置場），在拷問間遭石川丁、蘇良和邱光灌水，蘇良因他作虛假認罪而用監倉匙錘捅他手指，扣押15天後始獲釋放。[24][25]
- 蕭惠文（Siu Wai-man），英軍服務團成員鄭威林的姐夫，1944年6月被石川等人拘捕，他被押回油麻地憲兵部，一星期後在拷問期間被蘇良和其他四人鞭打和灌水，他被扣押49天後始獲釋放。[24][25][23]
- 陳惠芬（Chan Wai-fan），英軍服務團成員，1944年6月8日被日本憲兵孫池拘捕，押回油麻地憲兵部，在拷問期間被徐蘇兩人吊飛機、鞭打和灌水。他於該年11月在赤柱監獄軍事法庭被判死刑，後改判無期徒刑，1945年8月和平後始獲釋放。[24][25]
- 鍾雪英（Chung Suet-ying），為英軍服務團成員鄭威林帶香港報紙到惠州，1944年6月28日被日本憲兵西田和鍾姓通譯拘捕，押回九龍憲兵隊本部，遭拘禁兩個月，西田和鍾姓通譯對她施以酷刑，包括棍毆和吊飛機。蘇良和鍾姓通譯等人對她灌水。徐國楨和一名日人再她毆打和吊飛機。她於該年11月被判死刑，後改判無期徒刑，1945年8月和平後始獲釋放。[24][25][26][27][4]

蘇良在高等法庭上自辯稱，自己在憲兵隊工作期間曾破壞日方建設和與盟軍及游擊隊聯繫，以提供日方情報、接濟物資。他指自己自1942年年中起與西貢游擊隊和紅軍黃河部聯絡，1944年與第七戰區別働軍聯絡。他於1945年3月18日被日方通緝，原因是他協助中山別働隊工作。
1946年7月19日，審判終結，陪審團一致認為蘇良所有罪名成立，法官判處徐死刑。徐回應裁決指此案乃受到禤洪和施路華的誣捏而成。他指自己只是一個三等憲查，香港有更多為日方工作的漢奸拘押數月後便被釋放。最後他在詛咒禤洪和施路華的吭聲下押回監房。
1946年8月20日，徐於赤柱監獄被絞死。